# Computación bajo demanda
La computación bajo demanda (en inglés utility computing) hace referencia al suministro de recursos computacionales, como puede ser el procesamiento y almacenamiento, como un servicio medido similar a las infraestructuras públicas tradicionales (como la electricidad, el agua, el gas natural o el teléfono). Por eso también se le llama en ocasiones computación tipo servicio público.
Este sistema tiene la ventaja de tener un costo nulo o muy bajo para adquirir hardware; en cambio, los recursos computacionales son esencialmente alquilados. Los clientes que realizan procesamiento de datos a gran escala o que están frente a un pico de demanda también pueden evitar los atrasos que resultarían de adquirir y ensamblar físicamente una gran cantidad de computadoras.